# William Cecil (1520-1598)
William Cecil, 1e baron Burghley (Bourne, 13 september 1520 - Londen, 15 augustus 1598) was achtereenvolgens secretaris van Eduard VI en Maria I van Engeland en de belangrijkste adviseur van koningin Elizabeth I van Engeland. Hij speelde een belangrijke rol in de berechting van koningin Maria I van Schotland. Hij liet Burghley House bouwen.

## Biografie
Hij was de zoon van Richard Cecil uit Burleigh in Stamford, Northamptonshire, en zijn vrouw Jane, dochter van William Heckington. Zijn grootvader aan moederszijde woonde in Bourne waar William op 13 september 1520 geboren werd. Hij had verder nog drie zussen.
Cecil ging op school in Grantham en later in Stamford. In 1535 ging hij naar St John's College, Cambridge. Hier kwam hij in contact met Roger Ascham en John Cheke. In deze periode werd Cecil verliefd op Cheke's zus Mary. Om een huwelijk beneden zijn stand te voorkomen – Mary was op dat moment ‘slechts’ dochter van een wijnhandelaarster – haalde zijn vader hem, zonder daar een diploma behaald te hebben, uit Cambridge weg en stuurde hem naar Gray's Inn in Londen, waar hij zich op 6 mei 1641 inschreef als student. William en Mary trouwden evengoed en hun enige kind, Thomas werd op 5 mei 1542 in Cambridge, waarschijnlijk bij zijn grootmoeder aan moederszijde, geboren. Het jaar daarop overleed Mary echter.
In 1546 huwde hij Mildred, de dochter van Sir Anthony Cooke die door Asham werd genoemd als een van de vrouwen met de hoogste opleiding in Engeland (een andere vrouw met hoge opleiding was Lady Jane Grey, die enkele dagen koningin van Engeland is geweest). Met Mildred kreeg hij in 1563 een zoon, Robert.
In 1543 en in 1547 was hij lid van het Parlement.
In 1548 was hij privésecretaris van de hertog van Somerset (de Lord Protector) die namens Eduard VI heerste over Engeland. Na de val van Somerset heeft hij enkele maanden gevangengezeten in de Tower. Hij won het vertrouwen van Warwick en in september 1550 werd hij een van de privésecretarissen van Eduard VI. 11 oktober 1551 werd hij tot ridder geslagen. In 1572 werd hij ridder van de Kouseband.
Onder de regering van Maria I van Engeland (Maria de Katholiek, ook wel Bloody Mary genoemd) bleef hij aan als secretaris en onderhield hij nauwe banden met Kardinaal Pole. Ondanks zijn protestantse sympathieën was hij uiterlijk katholiek gebleven.
Reeds voor het aantreden van Elizabeth I van Engeland in 1558 had hij contacten met haar gelegd. Bij haar aantreden werd hij eerste minister, later werd hij haar persoonlijk secretaris. De volgende 40 jaar tot aan zijn dood bleef hij de belangrijkste adviseur van Elizabeth. De geschiedenis van William Cecil, Engeland en Elisabeth I vielen gedurende die 40 jaar grotendeels samen. Cecil was een voorzichtig politicus die probeerde te laveren tussen de dreiging door Spanje en Frankrijk en de sympathie die hij had voor de Nederlanden en de hugenoten. In de problemen rond Schotland (1559-1560) en in de executie van Marie Stuart koningin van de Schotten kon hij echter, meer dan Elizabeth, handelend optreden. Door de koningin werd hij vooral gewaardeerd om zijn trouw aan de staat en zijn onomkoopbaarheid. In zijn politiek was hij een tegenstander van godsdienstvrijheid: mensen die het niet eens kunnen worden over hoe ze god moeten dienen kunnen het ook niet eens worden over hoe ze de staat moeten dienen.
In zijn politieke functie werd hij opgevolgd door zijn jongste zoon Robert. Zijn oudste zoon Thomas en diens nakomelingen erfden Burghley House.
- Biblioteca Nacional de España: XX4827856
- Bibliothèque nationale de France: cb12064931d (data)
- Gemeinsame Normdatei: 118668064
- International Standard Name Identifier: 0000 0001 2142 8768
- Library of Congress Control Number: n50032698
- Nationale Bibliotheek van Letland: 000187710
- Nationale Bibliotheek van Tsjechië: jx20080602001
- Nationale Bibliotheek van Israël: 987007270704805171
- Nationale Bibliotheek van Polen: a0000002857099
- Nederlandse Thesaurus van Auteursnamen: 068156634
- LIBRIS: 239168
- SNAC: w6tq6197
- Système universitaire de documentation: 028911385
- Trove: 797730
- Union List of Artist Names: 500273196
- Virtual International Authority File: 88788847
- WorldCat: E39PBJyhhQfC76P7ThWQp4tBT3